# Бондурянський Олександр Зейлікович
Олександр Зейлікович (Зіновійович) Бондурянський (нар.. 27 липня 1945, Херсон, Українська РСР) — радянський і російський піаніст, музичний педагог, учасник «Московського тріо», профессор Московської консерваторії ім. П. І. Чайковського, кандидат мистецтвознавства. Народний артист Російської Федерації (1994).

## Біографія
Народився 1945 року в сім'ї головного інженера Херсонської верфі і вченого в галузі будівництва морських плавучих доків Зейліка Перцевича Бондурянського (?-1966), автора монографії «Морські залізобетонні суда: проектування корпусу» (Ленінград: Суднобудування, 1966). Брат батька — молдавський гігієніст і епідеміолог, професор Ізраїль Перицович Бондурянський, науковий співробітник Молдавського НДІ гігієни і епідеміології в Кишиневі.
Навчався в музичній школі (клас К. П. Дедовой) та Херсонському музичному училищі (клас С. А. Зюзіної). У 1967 році закінчив Кишинівський інститут мистецтв імені Г. Музическу (клас Олександра Соковнина). В 1969 році закінчив аспірантуру Московської консерваторії (клас фортепіано Дмитра Башкірова, клас камерного ансамблю Тетяна Гайдамович).
У 2004-2011 роках — проректор навчально-методичного об'єднання Московської консерваторії, з 2011 року — проректор з артистичної діяльності.
Член Президії і президент Асоціації камерної музики Міжнародного союзу музичних діячів. Член правління Московського союзу музикантів. Член опікунської ради Фонду імені П. В. Чайковського та фонду «Російське виконавське мистецтво». Член художньо-експертної ради Міжнародного благодійного фонду «Нові імена».
Сестра — концертмейстер Раїса Бондурянська-Вольдман, випускниця та викладач Кишинівського інституту мистецтв імені Г. Музическу (нині в Університеті південно-східної Луїзіани).

## Концертна діяльність
З 1962 року веде активну концертну діяльність; в 1971—1991 роках — соліст Москонцерту, з 1991 року — соліст Московської філармонії. З 1975 року бере участь у «Московському тріо» (спільно з Володимиром Івановим, Михайлом Уткіним), створеному в 1968 році професором Московської консерваторії Тетяною Гайдамович.
Лауреат численних конкурсів:
- I Республіканського конкурсу піаністів (1964, I премія)
- Міжреспубліканського конкурсу піаністів у Ризі (Латвія, Литва, Естонія, Білорусь, Молдова; 1965, II премія)
- Міжреспубліканського конкурсу камерних ансамблів в Естонії (1965, спеціальний приз «Найкращий інтерпретатор конкурсу»)
- Міжнародного конкурсу фортепіанних тріо в Мюнхені (II премія)
- Міжнародного конкурсу фортепіанних тріо у Белграді (I премія, всі спеціальні призи конкурсу)
- Міжнародного конкурсу «Інтерфорум» у Будапешті (I премія)
- Міжнародного конкурсу в Бордо («Золота медаль Моріса Равеля»).

### Педагогічна діяльність
У 1969-1971 роках — старший викладач кафедри спеціального фортепіано Кишинівського інституту мистецтв імені Г. Музическу. В 1973—1980 роках вів клас камерного ансамблю у Музичному училищі при Московській консерваторії. З 1980 року — на кафедрі камерного ансамблю і квартету Московської консерваторії, з 1995 року — професор.
Серед учнів — Поліна Федотова, Олексій Лундін, Наталія Рубінштейн та інші.

## Вибрані праці
- Бондурянский А. З. Фортепианные трио И. Брамса: (Место в ист. развитии жанра. Исполнит. пробл.): Автореф. дис. … канд. искусствоведения. — М., 1988. — 14 с.
- Бондурянский А. З. Фортепианные трио Иоганнеса Брамса: Пробл. интерпретации. — М. : Музыка, 1986. — 78 с. — (Вопр. истории, теории, методики) — 3200 прим.

## Нагороди та визнання
- Орден Дружби (30.06.2012)
- Народний артист Російської Федерації (29.08.1994)
- Заслужений артист РРФСР (21.11.1986)
- Медаль «В пам'ять 850-річчя Москви»
- Премія Москви в галузі літератури і мистецтва (1996)
- Золота медаль фонду В. Архипової
- Срібна медаль фонду імені П. В. Чайковського
- Почесний Знак Президента Республіки Саха (Якутія).